# Redkino, Tỉnh Vologda
Redkino (tiếng Nga: Редькино) là một ngôi làng trong Khu định cư nông thôn Markovskoye, Quận Vologodsky, Tỉnh Vologda, Nga. Dân số là 1 tính đến năm 2002.

## Địa lý
Khoảng cách đến Vologda là 29 km, đến Vasilyevskoye là 7 km. Frolovskoye là địa phương gần nhất.